# Mannlicher–Schönauer
O Mannlicher–Schönauer é um fuzil de ação por ferrolho com carregador rotativo produzido pela Steyr Mannlicher para o Exército Grego em 1903 e mais tarde usado em pequenos números pelo Exército Austro-Húngaro. No pós-guerra, foi vendido para uso civil.

## Características do projeto
No final do século XIX, os projetos clássicos de Mannlicher para o exército austro-húngaro, como o M1886, eram baseados no clipe em bloco e um mecanismo de ferrolho de tração direta, projetado para cartuchos obsoletos de grande calibre. Após a introdução da pólvora sem fumaça no fuzil Lebel no final do século, a fábrica de Steyr trabalhou em novos projetos de Mannlicher, usando cartuchos modernos mais eficazes. Estes foram oferecidos para consideração do Exército austro-húngaro, para exportação para outros exércitos e para o mercado civil.

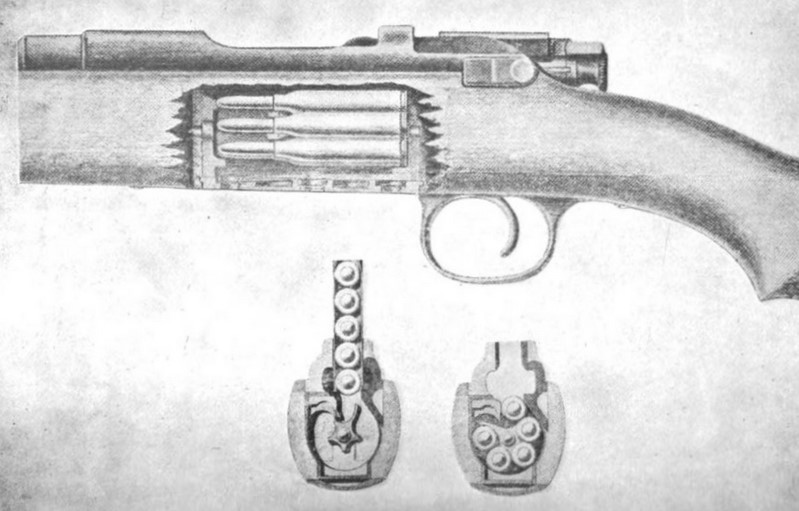
Esboço mostrando o sistema do carregador do Mannlicher – Schönauer

A ação do ferrolho foi originalmente projetada por Louis Schlegelmilch (com base no Mauser 71), a OEWG tinha uma licença e ferramentas para ela devido à produção do Gewehr 88 (veja abaixo). No entanto, o sistema de carregador Mannlicher nele foi substituído pelo carregador rotativo por seu protegido Otto Schönauer da Österreichische Waffenfabriksgesellschaft (Companhia Austríaca de Fabricação de Armas; agora Steyr Mannlicher). Este último patenteou pela primeira vez um carregador rotativo em 1886 e um segundo projeto, mostrado no esboço, foi patenteado em 1900 junto com Mannlicher.
Enquanto o mais famoso Mannlicher M1895 usava o ferrolho de tração direta menos comum, o Mannlicher–Schönauer tinha um ferrolho giratório convencional, derivado do Gewehr 88 (e que lembrava outros fuzis militares de ferrolho típicos da época). O Mannlicher–Schönauer pode ser identificado pela divisão na parte traseira do receptor que permite que a alavanca do ferrolho passe e funciona como uma alavanca de travamento de emergência quando fechada, em caso de falha nas alavancas de travamento primárias. A característica que diferencia o projeto dos membros anteriores da família é o carregador rotativo de Schönauer.
O projeto original, apresentado na Feira Mundial como o Modelo 1900, permitiu o desenvolvimento de versões de serviço ou esportivas, dependendo da resposta do mercado. Enquanto pequenos estabelecimentos esportivos, como William Evans de Londres, compraram ações para seus fuzis, apenas o Exército Grego expressou interesse no projeto para uso militar e suas especificações podem ter ditado algumas das características do fuzil. O Exército Grego solicitou duas versões principais, um fuzil de 1230 mm (comprimento total do fuzil) e uma carabina de 950 mm de comprimento para uso por tropas de cavalaria e não infantaria, ambas denominadas Modelo 1903. O peso era de cerca de 3,75 kg, a capacidade do carregador era de cinco cartuchos e era alimentado por clipes de tira ou cartuchos únicos. O cartucho 6,5×54mm MS tinha características de um cartucho de caça, embora tivesse um projétil com ponta arredondada, era balisticamente eficiente, melhorando a precisão em distâncias moderadas. O fuzil foi fabricado com um alto padrão e foi feito com tolerâncias apertadas, aumentando os custos, mas melhorando a confiabilidade e a durabilidade. O Mannlicher–Schönauer de 1903 tinha miras de ferro semelhantes às do Mannlicher M1895, graduadas até 2000 m.

## Histórico de serviço
O Mannlicher–Schönauer militar não foi um sucesso comercial, pois não atraiu muitos contratos para exportação. O calibre de projeto incomum, o custo e o fato de que nenhuma grande potência o adotou contribuíram para sua falta de vendas. Outros clientes estrangeiros da Mannlicher optaram por versões do fuzil de serviço da Áustria-Hungria, o M1895, ou fuzis de ferrolho giratório mais simples, como o M1893 ou o holandês M1895. No entanto, o Mannlicher–Schönauer M1903 cumpriu as especificações do Exército Grego, e o primeiro grande contrato foi assinado pelo governo grego em 1903. Este contrato era parte de um grande plano de modernização, pois até então os gregos estavam usando fuzis Gras de pólvora preta de tiro único feitos pela fábrica de Steyr e isso pode explicar como a Mannlicher ganhou o pedido.
O fuzil Mannlicher–Schönauer foi a principal arma leve para o exército grego por alguns dos anos mais ativos de sua história moderna. A Grécia esteve quase continuamente em estado de guerra entre os anos de 1904–1922 e 1940–1948. Parece que os gregos emitiram quatro contratos principais. O Y1903 original feito pela Steyr ("Y" significa modelo em grego), começou a ser fornecido em 1906–07 para um total de cerca de 130.000 fuzis e carabinas. Esta foi a principal arma durante as vitoriosas Guerras dos Balcãs de 1912–13. Um segundo lote de 50.000 fuzis foi encomendado da Steyr em 1914, com o modelo Y1903/14, apresentando pequenas melhorias, mais obviamente a adição de um guarda-mão completo. Esses fuzis foram usados pela primeira vez na Primeira Guerra Mundial. Quando a guerra estourou, os austríacos pararam a entrega dos fuzis, pois a Grécia escolheu ser neutra pelos três primeiros anos. Naquela época, a Grécia tinha de 166.000 a 190.069 fuzis e carabinas Mannlicher–Schönauer.
Após a Campanha da Ásia Menor (1919–22), os gregos precisavam urgentemente de mais armas e tentaram obter fuzis Mannlicher–Schönauer de todas as fontes possíveis para substituir as perdas de guerra (quase 50% foram capturados pelos turcos, deixando um pouco mais de 104.000 a 108.000 M1903 e M1903/14s). A partir de 1927, a Grécia recebeu cerca de 105.000 fuzis "Breda" marcados como Y1903/14/27. Esta fábrica italiana pode ter usado peças e maquinário capturados pela Áustria, ou mais provavelmente, apenas mediado em nome da fábrica Steyr, devido a restrições de tratado com o fabricante de armas austríaco. Esses fuzis foram amplamente utilizados contra os italianos e alemães na Segunda Guerra Mundial e muitos passaram para os combatentes da resistência e, portanto, para os combatentes da Guerra Civil Grega que se seguiu. O último contrato oficial foi em 1930, quando receberam mais 25.000 carabinas Y1903/14/30, desta vez diretamente da fábrica de Steyr.
As forças armadas portuguesas também favoreceram o Mannlicher–Schönauer, mas ele foi considerado muito caro e o Mauser-Vergueiro projetado localmente, que emparelhava o ferrolho do Mannlicher–Schönauer a um carregador de cofre fixo bifilar copiado do Mauser 98, foi adotado em vez disso e outros países também fizeram uso limitado deles. Com a eclosão da Primeira Guerra Mundial, um número significativo de fuzis Mannlicher–Schönauer de 6,5 mm fabricados para a Grécia sob o contrato de 1914 foram sequestrados e, devido a necessidades urgentes, usados pelo Exército Austríaco. Após a dissolução do Império Austro-Húngaro, eles foram repassados como reparações de guerra ao destinatário original pretendido e usados por unidades de reserva.

## Philippidis, Rigopoulos e Lelakis

### Fuzil Philippidis
O fuzil foi escolhido em vez do Philippidis projetado pelos gregos ('Οπλον Φιλιππίδου), ele próprio baseado em um modelo anterior do mesmo fabricante austríaco, após intenso lobby contra o projeto grego em 1905. Isso causou uma séria crise política, com acusações sobre "traição nacional" ouvidas no Parlamento grego. O Philippidis foi oficialmente aprovado para produção em 1925, mas, novamente, o Mannlicher–Schönauer foi produzido (pela Breda na Itália), devido à (supostamente) submissão tardia dos projetos gregos ao fabricante italiano e/ou fatores de custo.

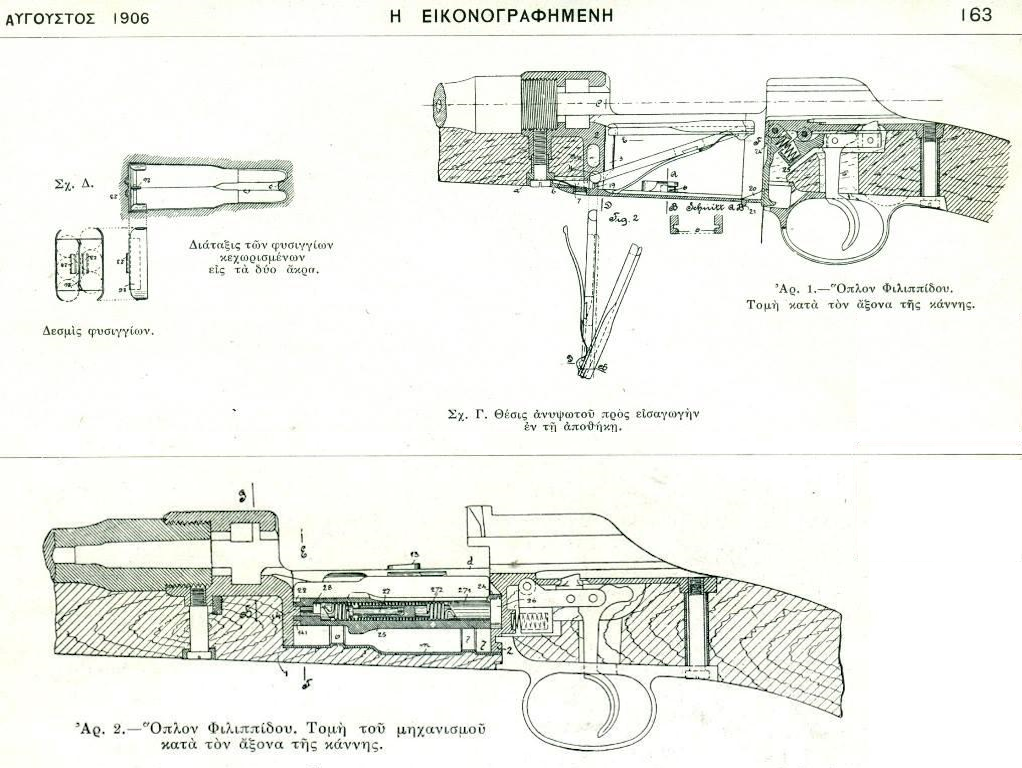
Dois protótipos diferentes do fuzil Philippidis.

### Fuzil Rigopoulos
Uma melhoria do Mannlicher–Schönauer é o fuzil semiautomático Rigopoulos, projetado pelo Tenente Rigas Rigopoulos durante a Segunda Guerra Mundial (primavera de 1941), incorporando peças modificadas e redesenhadas para permitir fogo automático e sistema de alimentação de carregador de cofre destacável de 20 tiros. Embora aprovado pelas forças armadas gregas para ser produzido em Vólos, ele nunca entrou em produção, devido à invasão alemã da Grécia.

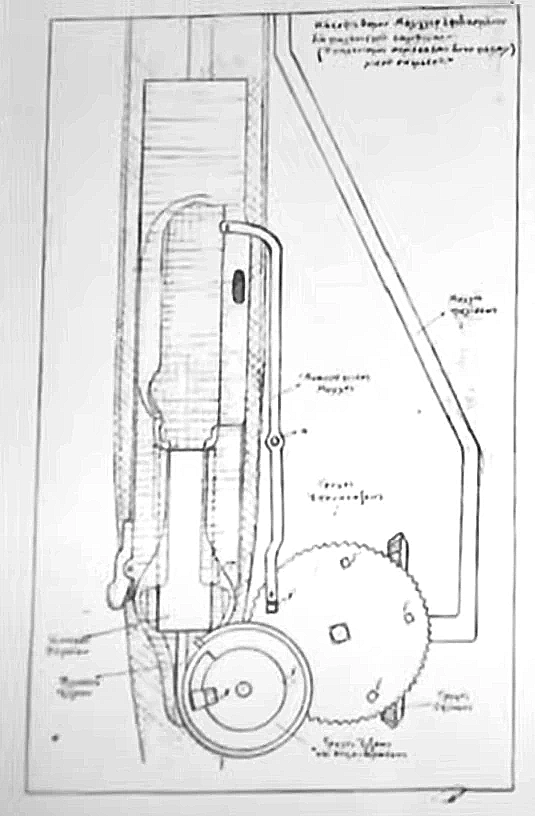
Mecanismo do fuzil Rigopoulos projetado pelo Tenente Rigas Rigopoulos durante a Segunda Guerra Mundial (primavera de 1941).

### Fuzil Lelakis
A terceira melhoria é o fuzil de ação por ferrolho Lelakis, projetado pelo Coronel de Artilharia Grego Lelakis Vassilios em colaboração com o fabricante italiano Gnutti em 1923, onde o projeto da arma foi baseado nos fuzis Gras e Mannlicher.

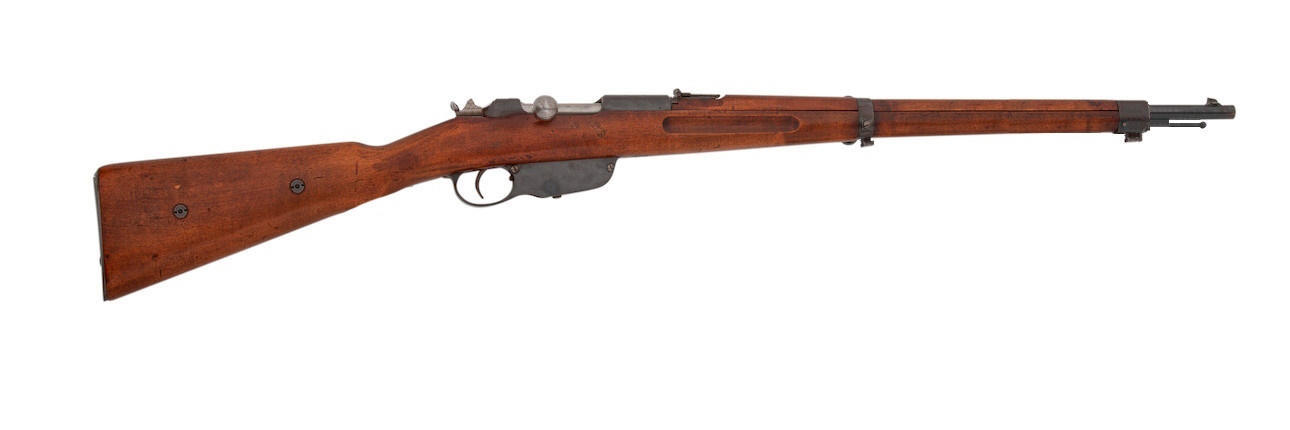
Fuzil Lelakis
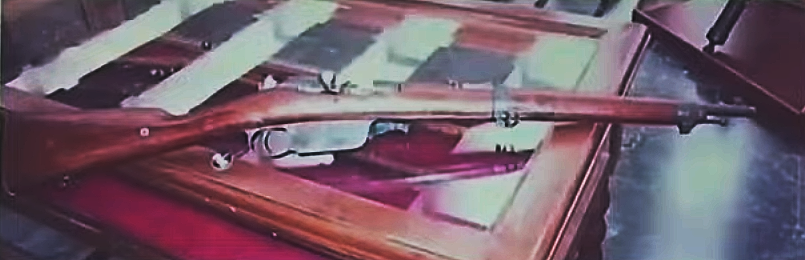
Fuzil Lelakis feito por Vasilios Lelakis e pelo fabricante italiano Gnutti.
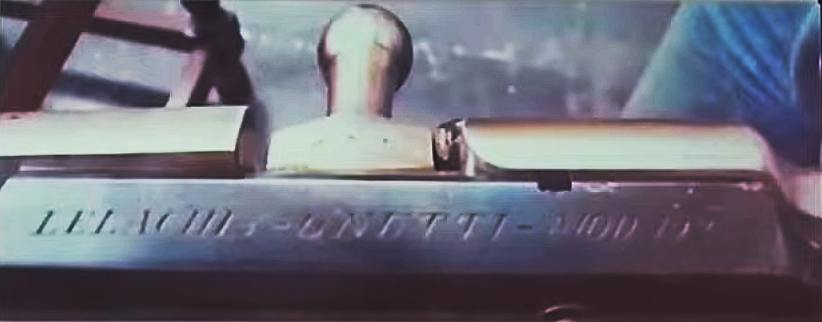
O fuzil Lelakis com a assinatura do projetista Vasilios Lekakis e do fabricante italiano Gnutti.

## Uso esportivo
Uma versão civil do fuzil, introduzida em 1903, se tornou popular entre os caçadores. Na Grã-Bretanha, o cartucho 6,5×54 caiu em desuso entre os caçadores de veados após a aprovação do Deer Act de 1963, pois a energia de saída do projétil não atingia o valor mínimo legalmente exigido.
A modificação mais significativa a ser feita no fuzil, introduzida em 1925, foi um alongamento da ação para acomodar cartuchos como o .30-06 Springfield, o .243 Winchester e o .270 Winchester. Posteriormente, foram produzidas versões em .257 Weatherby Magnum, .264 Winchester Magnum, .338 Winchester Magnum e .458 Winchester Magnum para o mercado dos EUA, bem como 6,5×68mm, 8×68mm S e outros para o mercado mundial. O fuzil continuou a ser fabricado em várias formas (modelos full-stock, half-stock e take-down) até 1972. A produção foi interrompida durante a Segunda Guerra Mundial, mas recomeçou em 1950 com o modelo MS-1950, que foi produzido em full-stock e half-stock e com câmara em cartuchos populares como o .270 Winchester e o .30-06 Springfield. Em 1952, a alavanca do ferrolho foi puxada para trás para facilitar o uso do ombro e, em 1963, uma bochecheira estilo montecarlo foi adicionada à coronha para facilitar o uso de miras. Gatilhos simples e duplos estavam disponíveis.
Os primeiros anos do século XX viram fundamentalmente o mesmo fuzil oferecido em outros calibres de Mannlicher–Schönauer maiores, incluindo o 8×56mm Modelo 1908, o 9×56mm Modelo 1905 e o 9,5×57mm Mannlicher–Schönauer Modelo 1910, mas nenhum deles vendeu tão bem quanto o Modelo 1903 em 6,5mm.
O escritor americano Ernest Hemingway usou o fuzil com frequência e o menciona em alguns de seus escritos, mais notavelmente The Short Happy Life of Francis Macomber. WDM "Karamojo" Bell, um proeminente caçador de elefantes na África no início do século XX, também usou o fuzil em sua câmara original de 6,5×54 com considerável sucesso. A capacidade do diminuto cartucho de 6,5×54 de levar as maiores e mais perigosas espécies de caça de grande porte, como o elefante-africano e o búfalo-do-cabo, foi devido principalmente à alta densidade seccional dos projéteis de 6,5 mm usados no fuzil, embora a colocação precisa do tiro fosse imperativa. Como as cargas originais de fábrica para os projéteis de 6,5×54 eram longas e pesadas (10 g) em relação ao seu diâmetro, elas provaram ser capazes (na forma sólida) de penetração muito profunda em músculos e ossos. Isso, juntamente com o recuo relativamente baixo do cartucho, facilitou a colocação precisa do tiro em órgãos vitais, como o coração ou o cérebro.
A Steyr-Mannlicher atualmente fabrica um fuzil conhecido como "Classic Mannlicher", que é comercializado como "um descendente direto dos mundialmente famosos modelos MANNLICHER Schoenauer". Este fuzil está disponível em vários calibres. Uma edição limitada chamada Ritter Von Mannlicher de 150 anos foi fabricada em 1998 no cartucho original de 6,5×54 mm. Embora os modernos fuzis "Classic" Steyr-Mannlicher ainda incorporem algumas características originais, as ações distintas e o carregador rotativo do original não são mais usados.
Altos custos de produção e a dificuldade de encaixar miras ópticas nos receptores divididos do fuzil eventualmente resultaram na decisão de encerrar a produção em 1972. Os modelos produzidos foram: 1900, 1903, 1905, 1908, 1910, 1924, High-Velocity Sporting Rifle, 1950, 1952, 1956 Monte Carlo, 1961 Monte Carlo All-Purpose, Magnum. Devido à sua popularidade, o fuzil ainda é fabricado por armeiros independentes em seu país de origem e peças de reposição estão disponíveis.

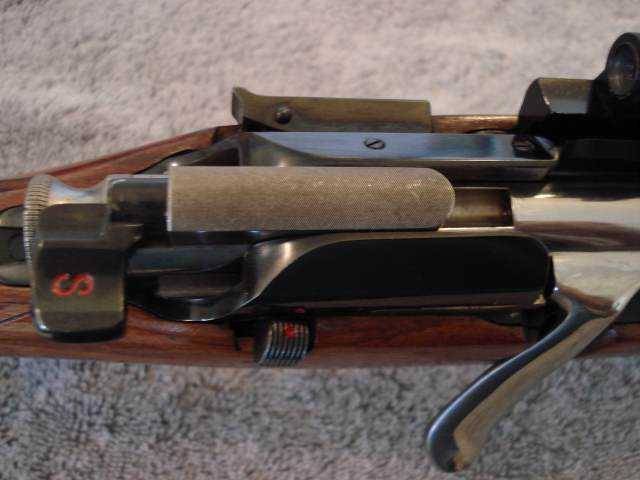
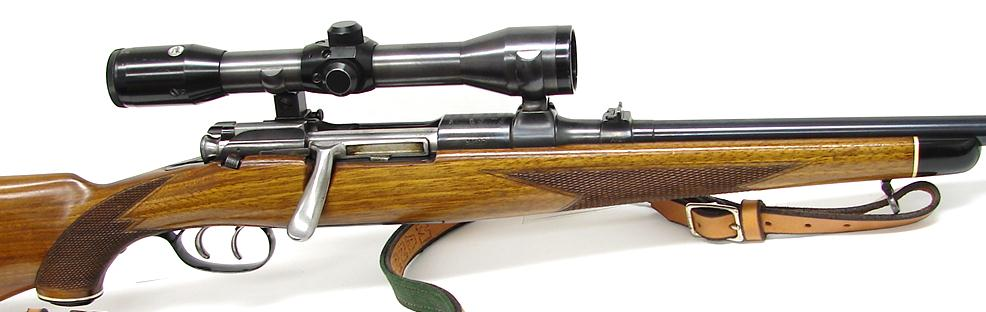
Rifle de caça Mod GK
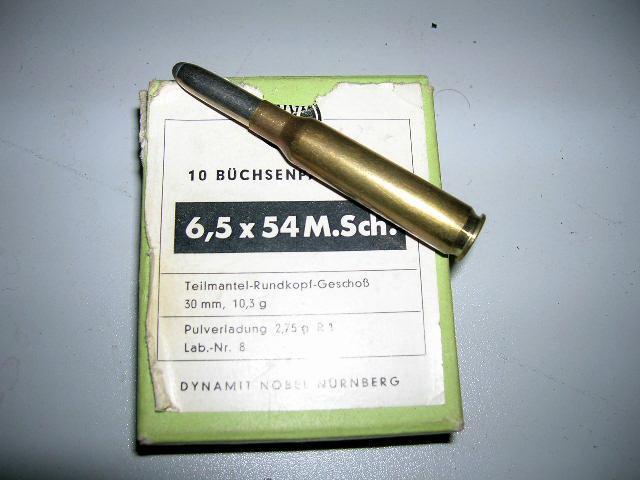
Caixa de cartuchos 6,5×54mm
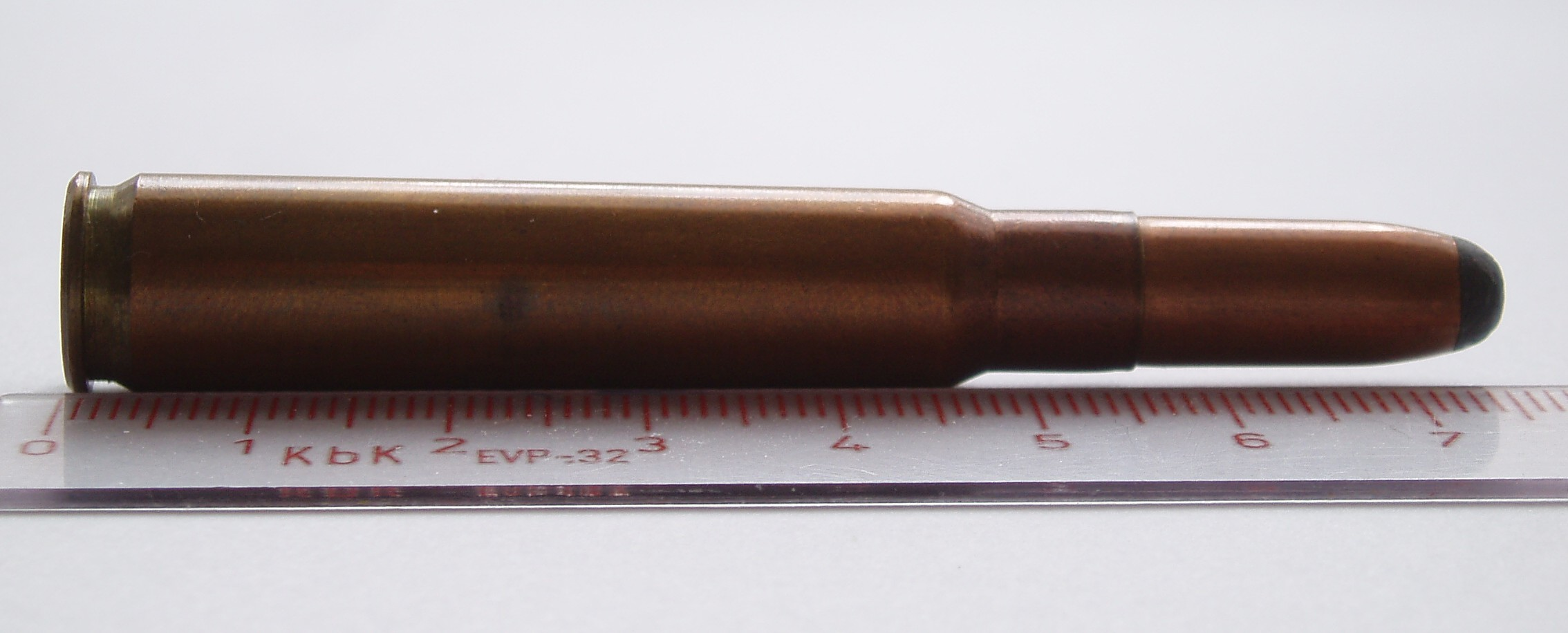
Cartucho 8×56mm
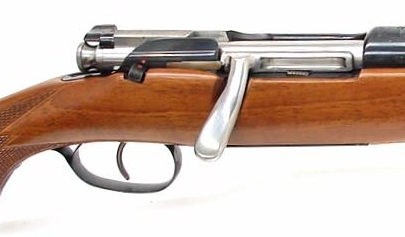
Gatilho e ferrolho

## Operadores
- Reino da Grécia[9]
- Áustria-Hungria
- Albânia

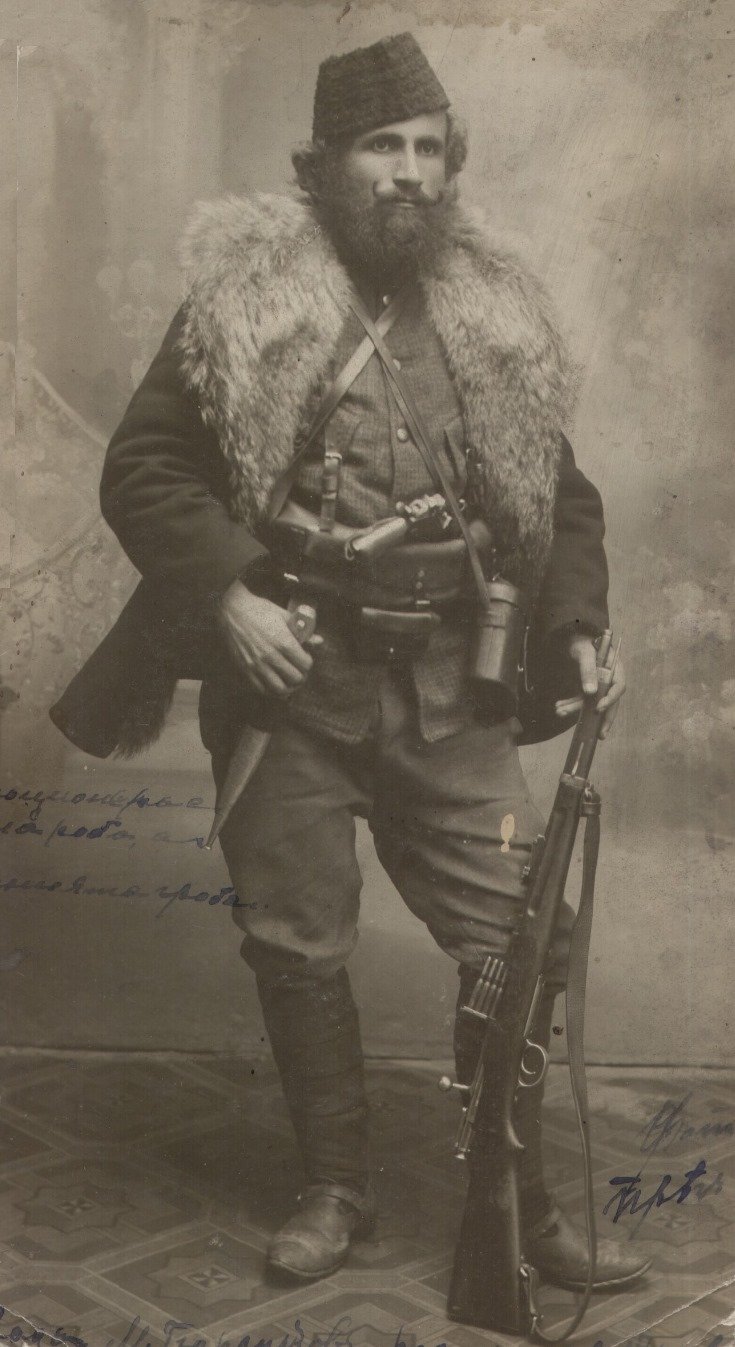
Voivode Milan Gyurlukov da ORIM armado com carabina Mannlicher–Schönauer

- República da China (1912–1949): Usado por alguns exércitos de senhores da guerra.[10]